# Дистрофия роговицы Лиша
Эпителиальная дистрофия роговицы Лиша (англ. Lisch epithelial corneal dystrophy, LECD, band-shaped and whorled microcystic dystrophy of the corneal epithelium) - редкая форма дистрофии роговой оболочки человеческого глаза. Впервые описана в 1992 году авторами Lisch et al. В одном исследовании отмечена ассоциация заболевания с хромосомной областью Xp22.3, но пока что не выявлено конкретных генов-кандидатов.
Основные признаки дистрофии Лиша - появление полос или хлопьев помутнения на роговице одного или обоих глаз. Иногда помутнения закручиваются водоворотом, следуя типичной картине обновления эпителия роговицы. Удаление эпителия у трёх пациентов лишь временно улучшило их самочувствие - через несколько месяцев эпителий обновился и вновь начал мутнеть. 
В цитоплазме эпителиальных клеток из областей помутнения отмечены диффузные вакуоли с неизвестным содержимым. 